# Pfeilauflage
Eine Pfeilauflage (englisch rest oder arrow rest) ist ein mechanisches Bauteil, das an das Mittelteil eines Recurvebogens, Blankbogens oder Compoundbogens angeklebt oder angeschraubt wird. Der Langbogenschütze verwendet keine Pfeilauflage, sondern schießt den Pfeil von der Hand oder über das Mittelteil direkt.

## Verwendung der Pfeilauflage

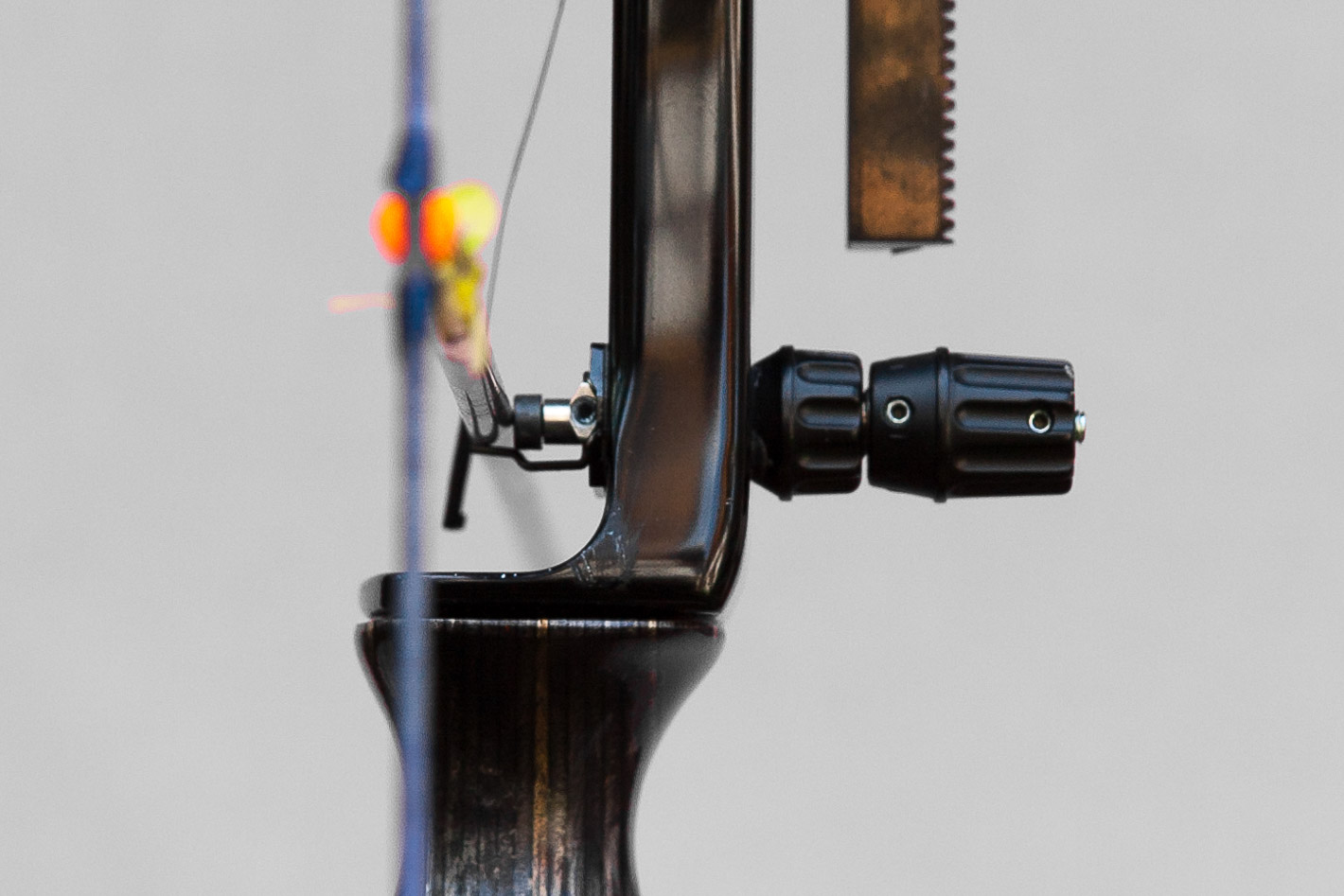
Recurvebogen mit einem Pfeil auf einer Pfeilauflage, Button und Klicker

Die Aufgabe der Pfeilauflage ist es, dem Pfeil vor dem Schuss eine identische Auflageposition zu bieten und ihn zu stützen. Die Pfeilauflage wird in der Regel zusammen mit einem Button verwendet. Zusammen mit dem Nockpunkt bestimmt die Pfeilauflage die Flugkurve des Pfeils. Eine beschädigte Pfeilauflage ist sofort auszutauschen, da sonst der Pfeilflug nicht mehr berechenbar ist.

## Bauweise
Pfeilauflagen gibt es in den unterschiedlichsten Ausführungen und Materialien. Am verbreitetsten sind Pfeilauflagen, die am Mittelteil entweder angeklebt oder festgeschraubt werden. Hinsichtlich der Materialien herrschen Ausführungen aus Metall oder Kunststoff vor.
Eine besondere Bauform der Pfeilauflage ist der sogenannte „Overdraw“. Mit ihm können bei gleichem Auszug kürzere Pfeile geschossen werden, da er die Pfeilauflage in Richtung der Sehne verlegt.